# 堯尤坎區
6°40′36″S 78°49′08″W / 6.6767°S 78.8189°W
堯尤坎區（西班牙語：Distrito de Yauyucan），是秘魯的一個區，位於該國北部卡哈馬卡大區的聖克魯斯省，始建於1950年4月21日，面積35.4平方公里，海拔高度2,400米，2005年人口3,520，人口密度每平方公里100人。